# Enairys Powertech
Enairys Powertech est une entreprise vaudoise fondée en novembre 2008, par l'ingénieur Sylvain Lemofouet, et dont le but est de développer des systèmes pour stocker l'énergie sous forme d'air comprimé (stockage d'énergie par air comprimé (en)).
La société, partenaire de l'EPFL de Lausanne finalise fin 2012, son système de "Stockage Hydropneumatique d’Énergie". En 2025, l'EPFL ne présente sur son site aucun projet de Stockage d'Energie par Air Comprimé (CAES), ni aucun lien avec Enairys.

## Principe
La machine à air comprimé d’Enairys fonctionne, non pas avec un compresseur à piston mécanique, mais grâce à un concept de compression et de détente de l’air basé sur le principe du « piston liquide ». Ce système hydropneumatique est proche d'un accumulateur oléo-pneumatique dans lequel le liquide refroidit l’air pendant la phase de compression et le réchauffe pendant la phase de détente permettant de réduire les pertes thermiques au minimum et donc d’avoir un meilleur rendement. Dans le système d’Enairys, l’électricité est employée pour comprimer l’air en alimentant un moteur électrique couplé à un compresseur hydropneumatique,.
L’air est ensuite stocké dans des réservoirs, reliées les uns aux autres. Lorsqu’il y a une demande en électricité, l’air comprimé est utilisé pour faire tourner la même machine hydropneumatique et entraîne la machine électrique qui fonctionne alors en alternateur pour reproduire du courant. Le rendement énergétique de ce système est de l’ordre de 60-65 % et s’approche ainsi du rendement des batteries au plomb qui est de 70 %. En comparaison, le rendement d'un cycle de compression - détente avec un compresseur à piston mécanique est de l’ordre de 20 à 30 %.

## Applications
L’électricité provenant de sources éoliennes, solaire thermique ou photovoltaïque peut ainsi être stockée, afin d'être utilisée dans les périodes sans vent ou soleil. Cette technologie peut aussi servir à utiliser et stocker l'énergie excédentaire produite par les centrales électriques classiques pendant les heures creuses (la nuit).
Enayris participe à une expérimentation de cette technologie sur le site de la centrale solaire de Mont Soleil (Suisse). Le site web de la centrale solaire a annoncé en juin 2011 qu'un prototype d’une puissance de 10 kW sera intégré en 2012 à la centrale de Mont-Soleil. En 2025, le site du Mont-Soleil ne mentionne aucune application ou projet en cours sur du stockage d'énergie par air comprimé, ni aucune référence avec la sté Enairys.